# Навроцький Павло Якимович
Павло Якимович Навроцький (17 січня 1900, село Ільківці Святецької волості Кременецького повіту Волинської губернії, тепер Хмельницької області — загинув 5 липня 1942, біля міста Старий Оскол, тепер Бєлгородської області) — радянський військовий діяч. Депутат Верховної Ради СРСР 1-го скликання. 

## Біографія
Народився в селянській родині. У 1906 році разом із батьками переїхав до міста Одеси. З 1908 року навчався в початковій школі. З 1912 року працював учнем, підручним гайкоріза, малярем Одеського заводу сільськогосподарських машин. У 1914 році, після смерті батька, працював наймитом в економії поміщика Прошинського у Волинській губернії.
Під час Першої світової війни, з листопада 1916 року по березень 1917 року, працював на російському ремонтному поїзді № 14 інженера Боровка в Галичині. Після війни повернувся в рідні краї. 
У січні 1918 року вступив в один з місцевих партизанських загонів біля міста Волочиська, з березня 1918 року воював у радянському загоні Калінчука. У 1919 році загін Калінчука увійшов до складу 1-го Бесарабського кавалерійського полку Григорія Котовського. У складі цього полку брав участь у боях з армією Скоропадського, армією УНР, арміями генерала Антона Денікіна і генерала Миколи Юденича і махновцями. З березня 1920 року брав участь у боях на Польському фронті в складі Окремої кавалерійської бригади Котовського.
Взимку 1920—1921 років брав участь у ліквідації українських повстанських загонів Гризла, Дорощука, Орлика, Левченка на Проскурівщині та Уманщині, біля Волочиська і Михалполя. З березня по квітень 1921 року брав участь у придушенні повстання Олександра Антонова в Тамбовській губернії. Восени 1921 року брав участь у знищенні загону Юрія Тютюнника під Базаром Волинської губернії.
Після закінчення Громадянської війни Павло Навроцький був призначений старшиною 3-го ескадрону 13-го кавалерійського полку 4-ї Бесарабської кавалерійської дивізії.
У 1924 році закінчив 5-місячні вищі повторні курси командного складу в Умані. З 1925 по 1928 роки навчався в Українській кавалерійській школі імені Семена Будьонного.
Член ВКП(б) з 1926 року.
З 1928 року служив командиром взводу 16-го кавалерійського полку в місті Бердичеві, був т.в.о. політичного керівника 2-го ескадрону, командиром кулеметного ескадрону. З листопада 1930 по березень 1931 року навчався на курсах «Постріл».
З листопада 1931 по вересень 1936 року перебував в особливому відрядженні в Монголії. Служив інструктором-командиром у монгольській армії. Був нагороджений Монгольським орденом Червоного Прапора і револьвером системи нагана. Учасники боїв на Халхин-Голі. У вересні 1936 року повернувся в СРСР, перебував у розпорядженні Розвідувального управління РСЧА.
У лютому 1937 року призначений начальником полкової школи 3-го кавалерійського полку 1-ї кавалерійської дивізії Київського військового округу. З листопада 1937 року — командир 29-го кавалерійського полку 5-ї Ставропольської кавалерійської дивізії імені Блінова в місті Житомирі. У лютому 1938 року призначений командиром 160-го кавалерійського полку 5-ї Ставропольської кавалерійської дивізії імені Блінова. З вересня 1938 по вересень 1939 року навчався на кавалерійських Курсах удосконалення командного складу РСЧА в місті Новочеркаську, потім повернувся на колишню посаду. Брав участь у вторгненні СРСР до Польщі у вересні 1939 року. У жовтні 1940 року призначений заступником командира 187-ї стрілецької дивізії.
Учасник німецько-радянської війни з 1941 року. Брав участь в Смоленській битві. У вересні 1941 року дивізія, в якій служив Навроцький, потрапила в оточення. З її залишків була сформована 62-а стрілецька дивізія, а Павло Навроцький призначений командиром цієї дивізії. На початку грудня 1941 року дивізія брала участь в боях за Курську область, а потім у Воронезько-Ворошиловградській операції 1942 року.
У липні 1942 року 62-а стрілецька дивізія потрапила в німецьке оточення. У боях дивізія була майже повністю знищена, а її командир Павло Навроцький загинув 5 липня 1942 року (за іншими даними значився зниклим безвісти).

## Нагороди
- два ордени Червоного Прапора (14.06.1922, 25.12.1923)
- орден Червоної Зірки
- медаль «XX років Робітничо-Селянській Червоній Армії»
- орден Червоного Прапора (Монголія) (1932)